# Ion Plăeșanu
AUTOBIOGRAFIA ACTORULUI IOAN PLĂEȘANU
         A fost născut în anul 1928, la 28 februarie, în satul Munteni, fiu a lui Dumitru și Ana Plaeșanu. 
Primele patru clase primare au fost urmate la școala din vatra satului Munteni. În perioada respectivă locuia împreună cu bunicii, Grigore și Ana Geană, datorită faptului că tatăl, Dumitru Plăeșanu, lucra în Iași, la C.F.R. 
După absolvirea claselor primare a fugit în Iași și a găsit părinții fără prea multă bătaie de cap, acomodându-se cu mediul urban și descoperind în capitala Moldovei un consătean, pe nume Ion Turcu, chelner la Berăria Luther – cea mai mare berărie din Iașii acelor timpuri, situată undeva în zona  Piața Unirii de astăzi. A devenit în scurt timp picol - mâna dreaptă a chelnerului Ion Turcu din Munteni.  
Într-o seară, pe când servea doi clienți, IOAN PLĂEȘANU câștigând simpatia respectivelor persoane, primește cadou de la acestea două bilete la spectacolul de revistă ”Nu te lăsa, Tănase!”. A doua zi după vizionarea spectacolului, s-a înscris la un conservator particular, intitulat ” Muncă și Lumină”. După o perioadă, Gina Sandri Bulandra, renumita actriță, profesoară de comedie, artistă a Teatrului Național din Iași, intră în sala conservatorului particular și , alegând șase dintre cursanți, printre care și pe IOAN PLĂEȘANU, convoacă o întâlnire la sediul Teatrului Poporului din Iași și spre uimirea sa, îl distribuie în piesa ”Să întâmpinăm tinerețea”.
Cursul vieții lui IOAN PLĂEȘANU, tânărul din Munteni, a fost schimbat de personalitatea puternică a maestrei Gina Sandri Bulandra, care l-a îndemnat să învețe și să-și dea diferențele de studii (liceul), ajutându-l în acest sens și susținându-l mereu. Astfel, în anul 1945, a dat admiterea la Conservatorul de Muzică și Artă Dramatică ”George Enescu” din Iași după absolvirea căruia a și fost repartizat la Teatrul ”Constantin Nottara” din București. Climatul și zgomotul metropolei bucureștene l-a îngrozit însă pe tânărul actor și a plecat la Teatrul  ”Maria Filotti” din Brăila.
Au urmat Teatrele din Cluj, și Petroșani după care în anul 1958 s-a stabilit la Teatrul ”Mihai Eminescu” din Botoșani unde și-a început activitatea odata cu prima cortina ridicată după reconstrucția fostului teatru bombardat și unde a activat până în 1990 când iese la pensie.
Dintre rolurile de marcă jucate cu succes pe parcursul vieții se pot menționa:
1.  Evghenie Permeac : ”Să întâmpinăm tinerețea” (Vania)
2.  I. L. Caragiale : ”O noapte furtunoasă” (Rică Venturianu)
3.  Ion Sava : ”Lada” (Romeo)
4.  Aureliu Busuioc: ”Radu Ștefan întâiul și ultimul” (Cronicarul Pafnutie)
5.  Claudia Millian Minulescu : ”Veronica Micle” (Ibraim)
6.  Heltai Yeno : ”Cavalerul fără grai” (Tiribi – bufonul)
7.  Victor Eftimiu : ”Omul care a văzut moartea” (Farmacistul urbei)
8.  Dan Tărehilă : ”Marele fluviu își adună apele” (Oniga)
9.  Barbu Ștefănescu Delavrancea : ”Apus de soare” (Pârcălabul Hraman)
10. Victor Ion Popa : ”Tache , Ianke și Cadâr” (Prin teatrele unde a activat : Ilie, Ianke, Cadâr)
11. Gheorghe Vlad : ”Comedie cu olteni” (Ghiorghe Ciocu)
12. Mihail Sebastian : ”Jocul de-a vacanța” (Maiorul)
13. Aurel Baranga : ”Sfântul Mitică blajinul” (Mitică)
14. B. P. Moliere : ”Avarul” (Harpagon)
15. Victor Eftimiu : ”Înșir-te mărgărite” (Ion Voievod)
16. I. L. Caragiale : ”Un pedagog de școală nouă” (Inspectorul)
17. Virgil Stoenescu : ”Nota zero la purtare” (Prof. Butnaru)
1. ↑  Familie